# Simon Helberg
Simon Maxwell Helberg (ur. 9 grudnia 1980 w Los Angeles) – amerykański aktor i komik. Zdobył popularność m.in. dzięki rolom Howarda Wolowitza w sitcomie Teoria wielkiego podrywu (2007–2019) i Cosmé McMoona w filmie Boska Florence (2016).

## Życiorys
Urodził się w Los Angeles jako syn aktora Sandy’ego Helberga. Jest absolwentem New York University's Tisch School of the Arts.

## Filmografia

### Filmy
- 2002: Tracey Ullman in the Trailer Tales – Adam
- 2002: The Funkhousers – Donnie Funkhouser
- 2002: Wieczny student (Van Wilder) – Vernon
- 2003: Old School: Niezaliczona (Old School) – Jerry
- 2004: Historia Kopciuszka (Cinderella Story) – Terry
- 2005: Good Night and Good Luck
- 2006: The Pity Card – Simon
- 2006: Radosne Purim (For Your Consideration) – Joel
- 2006: Tak się robi telewizję (The TV Set) – TJ Goldman
- 2006: Skradziony notes (Bickford Shmeckler's Cool Ideas) – Al
- 2007: Idź twardo: Historia Deweya Coxa (Walk Hard: The Dewey Cox Story) – Dreidel L'Chaim
- 2007: Maminsynek (Mama's Boy) – Rathkon
- 2007: Palec (Careless) – Stewart
- 2007: Evan Wszechmogący (Evan Almighty) – pracownik
- 2009: Poważny człowiek (Serious Man) – Rabbi Scott Ginzler
- 2011: Trudna sprzedaż (The Selling) – Młody mąż
- 2011: Let Go – Frank
- 2013: I Am I – Seth
- 2014: Nie dla nas Paryż (We'll Never Have Paris) – Quinn
- 2015: Heng Chong Zhi Zhuang Hao Li Wu – Tłumacz
- 2016: Boska Florence, jako Cosmé McMoon

### Seriale TV
- 2006–2007: Studio 60 (Studio 60 on the Sunset Strip) – Alex Dwyer
- 2007–2019: Teoria wielkiego podrywu (Big Bang Theory) – Howard Wolowitz
- 2008: Dr. Horrible's Sing-Along Blog – Moist
- 2013: Drunk History – Frank Mason Robinson (sezon 1, odc. 3, Atlanta)